# Zygmunt Nater

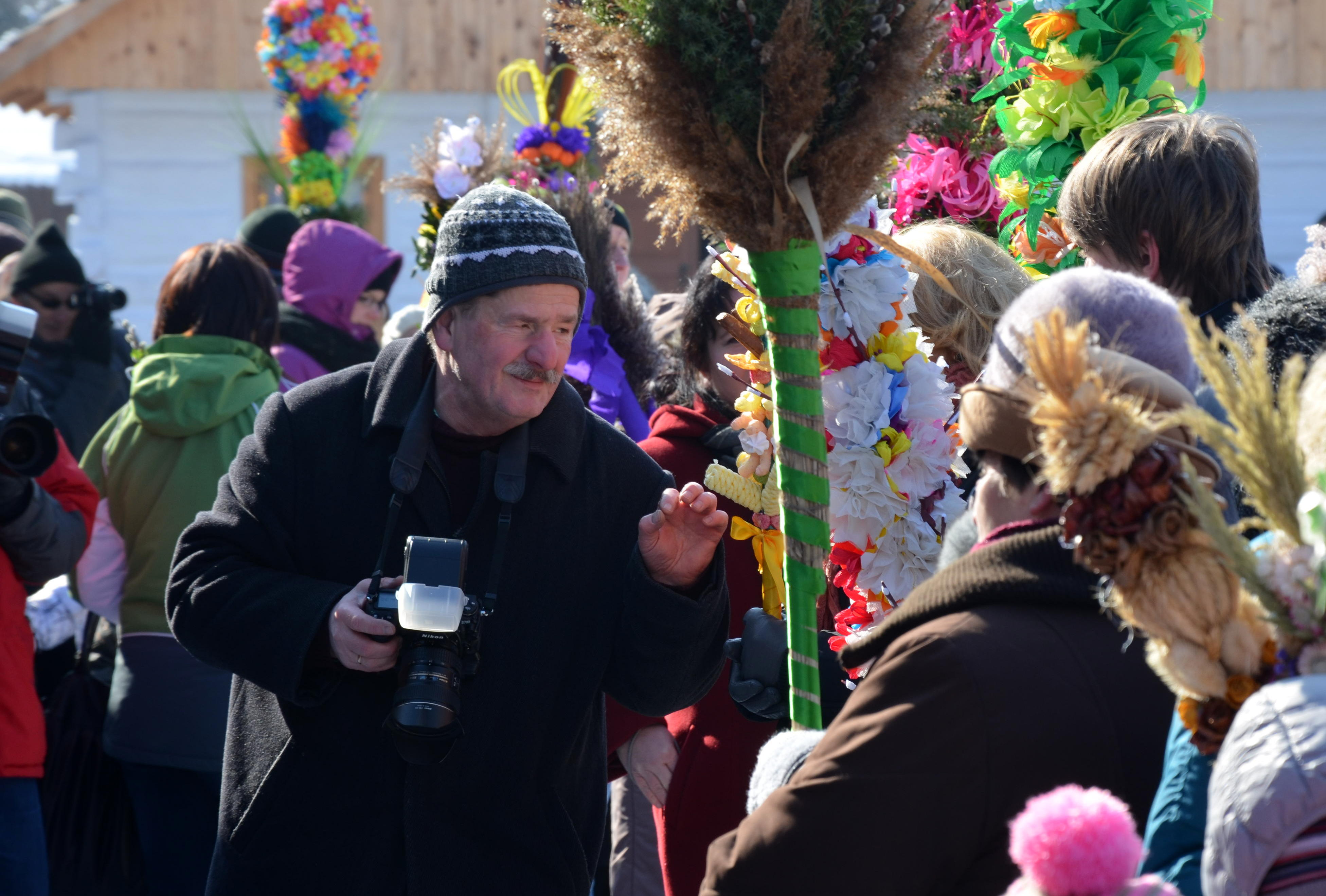
Zygmunt Nater (2013)

Zygmunt Nater (ur. 25 kwietnia 1956 w Lesku) – polski artysta fotograf. Członek rzeczywisty i Artysta Fotoklubu Rzeczypospolitej Polskiej Stowarzyszenia Twórców (AFRP). Członek rzeczywisty Okręgu Roztoczańsko-Podkarpackiego Związku Polskich Fotografów Przyrody.

## Życiorys
Zygmunt Nater związany z podkarpackim środowiskiem fotograficznym – fotografuje, pracuje w Lesku. Prowadzi rodzinną firmę w Lesku – zakład fotograficzny otwarty w 1968 roku, odziedziczony po ojcu – Stanisławie Naterze. Miejsce szczególne w jego twórczości zajmuje fotografia architektury, fotografia krajobrazowa (w dużej części Leska, Sanoka – i okolic) oraz fotografia pejzażowa i fotografia przyrodnicza (w większości Bieszczadów).
Zygmunt Nater prowadzi własną firmę wydawniczą. Wspólnie ze Stanisławem Naterem oraz Ryszardem Naterem – jest współautorem wielu albumów fotograficznych (m.in. Bieszczadów, Leska, Sanoka). Jest również kolekcjonerem starych fotografii (m.in. Leska, Sanoka) – publikowanych m.in. w wydawnictwach albumowych.
W 2002 roku Zygmunt Nater został przyjęty w poczet członków rzeczywistych Fotoklubu Rzeczypospolitej Polskiej Stowarzyszenia Twórców (legitymacja nr 162). Odznaczony Złotym Medalem „Za Fotograficzną Twórczość”. W 2018 został uhonorowany Medalem „Za Zasługi dla Fotografii Polskiej” – odznaczeniem przyznawanym przez Kapitułę Fotoklubu Rzeczypospolitej Polskiej Stowarzyszenia Twórców – w 100. rocznicę odzyskania przez Polskę niepodległości (1918–2018).

## Odznaczenia
- Złoty Medal „Za Fotograficzną Twórczość”
- Medal „Za Zasługi dla Fotografii Polskiej”

Źródło